# Dispatch (Band)
Dispatch ist eine Independent-Band aus der Umgebung von Boston, Massachusetts. Stilistisch lässt sich ihre Musik als Mischung aus Akustik, Rock, Reggae, Folk, Ska und Funk einordnen. Sie veröffentlichen vorwiegend auf ihrem eigenen Label Bomber Records.

## Geschichte

### Bis 2005
Ihre Anfänge machte die Band unter dem Namen „One Fell Swoop“. Da eine andere Band ebenfalls diesen Namen hatte, waren sie gezwungen einen neuen Namen zu wählen, der „Dispatch“ lauten sollte. Pete Francis (bürgerlich: Pete Heimbold), Brad Corrigan und Chad Urmston gelten als Gründungsmitglieder. Ihr Musikstil wurde durch viele Live-Auftritte geformt, was auch der Grund war, warum die Mitglieder der Band aus dem ländlichen Vermont in den Großraum Boston zogen. Bei diesen Auftritten zeigen die Musiker ihre Vielseitigkeit, indem sie öfters die Instrumente wechseln (die Instrumente verbleiben dabei auf ihrem Platz auf der Bühne). Außerdem werden immer wieder Gäste, ausgedehnte Solos, Covers und Improvisationen in ihre Konzerte eingebaut. Als Independent-Band steht ihnen nicht die Marketing-Macht eines Labels zur Verfügung, vielmehr vergrößerte sich ihre Bekanntheit über File-Sharing und Mundpropaganda. Auch ihr neustes Album hat die Band komplett per YouTube frei verfügbar gemacht.
In den ersten Jahren hat die Band vier Alben veröffentlicht, wobei sich der Stil von Akustik-Alben zu Aufnahmen mit Band und elektronischen Gitarren weiter entwickelte. Im Jahre 2002 trennten sie sich und gingen ihrer eigenen Wege, da sie sich über die weitere Entwicklung der Band nicht einig werden konnten. Ihre gemeinsame Karriere beschlossen sie im Jahr 2004 mit dem bisher größten Freiluftkonzert Independent Festival 2004 in Boston (Hatch Shell). Zu diesem Konzert kamen geschätzt 166.000 Menschen, wobei im Vorfeld nur mit 20.000 bis 30.000 Besuchern gerechnet wurde. Das Konzert wurde als Set bestehend aus einer Doppel-CD und einer DVD namens All Points Bulletin veröffentlicht. Die Geschichte der Band wurde im Jahre 2005 als Dokumentation namens The Last Dispatch festgehalten.

### Benefizkonzerte für Simbabwe
Im Januar 2007 gab die Band über ihre Website und ihre Myspace-Seite an, dass sie im Juli 2007 ein Konzert im Madison Square Garden in New York geben. Da die Tickets innerhalb weniger Stunden ausverkauft waren, entschied man sich zu einem weiteren Konzert am selben Wochenende. Dies war ebenfalls so schnell ausverkauft, dass ein drittes hinzugefügt wurde. Dadurch kam es zu den drei Konzerten am 13., 14. und 15. Juli. Diese drei Konzerte waren Benefizkonzerte für Simbabwe und wurden danach per Streaming, CD und DVD veröffentlicht. Schätzungen zufolge kamen über zwei Millionen Dollar zusammen, die direkt in die Entwicklungshilfe Simbabwes einfließen. Organisiert wurde dies mithilfe der „Dispatch Foundation“ und der „Elias Foundation“.
Bandmitglied Chad Urmston war 1994 in Simbabwe und hat dort Freundschaft mit einem Gärtner namens Elias geschlossen. Dadurch entstand das Dispatch Lied Elias, welches der Aufhänger der Konzerte 2007 war.

### Ab 2011
Für den Sommer 2011 kündigte Dispatch auf ihrer Homepage und mit mehreren Tweets eine Reunion-Tour an. Insgesamt neun Termine führten sie von Juni bis September quer durch die USA. Um ihren Dank an die zahlreichen Fans deutlich zu machen, gab es einen Pre-Sale für die Fans: Wer im Newsletter angemeldet war, bekam ein Passwort, mit dem man bereits ab dem 20. Januar 2011 Tickets für die Konzerte erwerben konnte – binnen fünf Tage waren bereits fünf Konzerte im Vorverkauf ausverkauft, so dass es zu weiteren Konzerten kam. Parallel zur Ankündigung der Tour ließ die Band durchblicken, dass sie im Studio an neuen Songs arbeiteten. Am 17. Mai 2011 erschien dann eine EP mit sechs neuen Liedern, die innerhalb von Stunden auf den zweiten Platz in den iTunes-Album-Charts verstieß.
Im Dezember 2011 kündigte die Band eine kurze Reihe von Auftritten in Europa an. In Deutschland wurden Konzerte in München, Stuttgart, Berlin, Hamburg, Frankfurt und Dortmund gegeben.

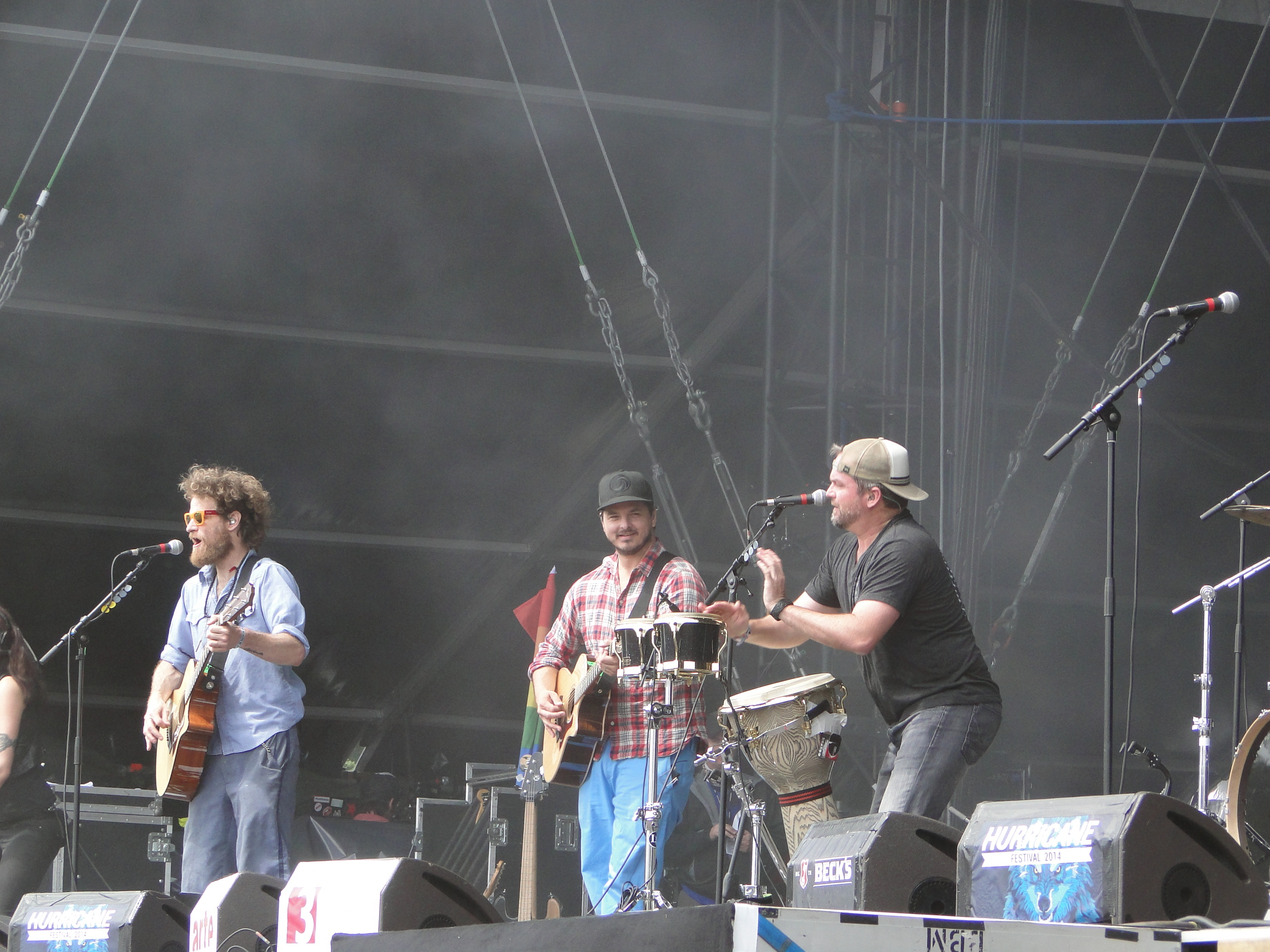
Dispatch auf dem Hurricane Festival 2014

Über ein Jahrzehnt nach dem letzten Album veröffentlichte Dispatch im August 2012 ihr Album Circle Around the Sun. Im selben Jahr tourte die Band durch Nordamerika. Mitschnitte dieser Tour wurden im Juni 2013 auf der Doppel-Live-CD Ain't No Trip to Cleveland Vol. 1 veröffentlicht. Auch im Sommer 2013 folgten einige Konzerte, bevor die Band im Herbst 2014 bekannt gab, dass man an einem weiteren Album arbeite. Im Jahr 2015 gab die Band nur ein Konzert in Nordamerika: Ein Benefizkonzert im Madison Square Garden zugunsten des Hungers in Amerika mit dem Namen DISPATCH:HUNGER. Aufgrund der hohen Nachfrage wurde am 10. Juli, einen Tag vor dem ursprünglichen Termin, ein weiteres Konzert gespielt.
Nach Europa kehrte die Band im Juni und Juli 2016 zurück, als Konzerte in der Schweiz, Österreich und in Deutschland gespielt wurden. Im Februar 2017 veröffentlichte die Band ein neues Lied, Only The Wild Ones und kündigte ein neues Album und eine Tour durch die Vereinigten Staaten und Europa an. Das Album America, Location 12 wurde schließlich am 2. Juni 2017 veröffentlicht. Es folgten Konzerte unter anderem in München, Hannover, Köln, Berlin, Hamburg, Frankfurt, Linz, Wien und Zürich. Bei den Terminen in Europa wurde Dispatch von Current Swell begleitet.

### Ab 2017
Durch den gesundheitlichen Zustand des Gründungsmitglieds Pete Francis Heimbold (Depressionen) entschied sich die Band, ohne ihn auf Tour zu gehen. Matt Embree, Mike Sawitzke und Jon Reilly touren stattdessen mit Chad Urmston und Brad Corrigan seit der Veröffentlichung von America Location 12. Während der Tour und während der Aufnahmen zu dem Album, sind mehrere Lieder entstanden. Im Juni 2018 hat Dispatch damit begonnen alle zwei Wochen ein neues Lied zu veröffentlichen. Mit dem elften Lied wird das Album America Location 13 veröffentlicht. Der geplante Veröffentlichungstag des Albums ist der 9. November 2018.

## Soloprojekte der Bandmitglieder
- Pete Francis startete seine Solokarriere schon zu Zeiten von Dispatch im Jahre 2001. Musikalisch ist die Musik als Mischung aus Pop und Rock anzusiedeln. Bis zum Jahre 2015 veröffentlichte er neun Platten.
- Chad Urmston hat nach der Auflösung von Dispatch im Jahre 2002 die Gruppe State Radio, die zuerst unter dem Namen „Flag of the Shiners“ bekannt war, gegründet. Nach eigenen Aussagen ist ihre Musik eine Mischung aus der Gruppe Rage Against the Machine und Bob Marley. Weitere Bandmitglieder sind Chuck Fay (Bass) und Mike Najarian (Schlagzeug). Bis ins Jahre 2012 hat die Band fünf Studioalben veröffentlicht. Außerdem veröffentlichte er in den Jahren 2011 und 2015 zwei Soloplatten: Simmerkane II und The Horse Comance.
- Brad Corrigan besann sich ab 2003 auf die akustischen Wurzeln von Dispatch zurück. Sein Stil bezeichnet ruhige, melodische Akustikmusik. Mittlerweile hat sich eine feste Besetzung der Gruppe „Braddigan“ gebildet: Brad Corrigan (Gesang, Gitarre), Rinaldo de Jesus (Schlagzeug) und Tiago (Bass). Sie haben zwischen 2005 und 2013 drei Studioalben veröffentlicht.

## Diskografie

### Alben
- 1996: Silent Steeples (Album)
- 1998: Bang Bang (Album)
- 1999: Four-Day Trials (Album)
- 2000: Who Are We Living For? (Album)
- 2001: Gut the Van (Livealbum)
- 2002: Under the Radar (Live-DVD)
- 2004: All Points Bulletin (Doppel-Live-CD & Live-DVD)
- 2005: The Last Dispatch (DVD)
- 2005: The Relief Project: Vol. I (Beitrag auf dem Kompilation-Album des The Relief Projects)
- 2007: Dispatch: Zimbabwe (DVD und Livealbum)
- 2011: Dispatch (EP)
- 2012: iTunes Session (EP)
- 2012: Circles around the Sun (Album)
- 2012: Dispatch: Live from Red Bull Arena (Live-DVD)
- 2013: Ain’t No Trip to Cleveland Vol. 1 (Livealbum)
- 2017: America, Location 12 (Album)
- 2018: America, Location 13 (Album)
- 2019: Live 18 (Live-Album)
- 2021: Break Our Fall (Album)

### Singles
- 1997: The General (US: Gold)[6]